# Respeite minha opinião
Respeite minha opinião ou tenho direito a ter opinião é uma falácia lógica na qual uma pessoa descredita qualquer oposição como intolerância, exclamando que sua opinião tem de ser respeitada. A afirmativa é um exemplo de red herring. Que uma pessoa tenha um direito ou merecimento de respeito particular é irrelevante à asserção da outra ser verdadeira ou falsa. Assertar a existência de um direito é uma falha de assertar quaisquer justificativas para a opinião. Tal asserção, entretanto, pode ser também uma asserção da liberdade de uma pessoa, ou da recusa de participar no sistema lógico à mão.